# 桑田宜典
桑田 宜典（くわだ よしのり、1936年または1937年 - 2022年〈令和4年〉7月31日）は、日本の地方公務員。岐阜県総務部長、同副知事を歴任。瑞宝中綬章受章。位階は正六位。

## 人物・経歴
1959年 (昭和34年) 明治大学法学部卒業。岐阜県庁入庁、1990年 (平成2年) 4月 西本徹雄の後任として民生部長、1992年4月 同職を細井日出男と交代し永倉八郎の後任として総務部長、理事、1995年4月 岐阜県副知事就任。1999年4月 副知事再任。財団法人岐阜県企画設計センター、財団法人グリーンピア恵那、社団法人岐阜県家畜畜産物衛生指導協会を解散した。2001年3月 副知事を辞職。
2006年3月 財団法人岐阜県県民ふれあい会館を解散。2022年7月 死去。

## その他役職
- 岐阜県農業共済組合連合会会長[13]

## 栄典
- 2017年 春の叙勲で地方自治功労により瑞宝中綬章を受章[1]
- 死没日付をもって叙正六位[2]